# Рельсосверлильный станок

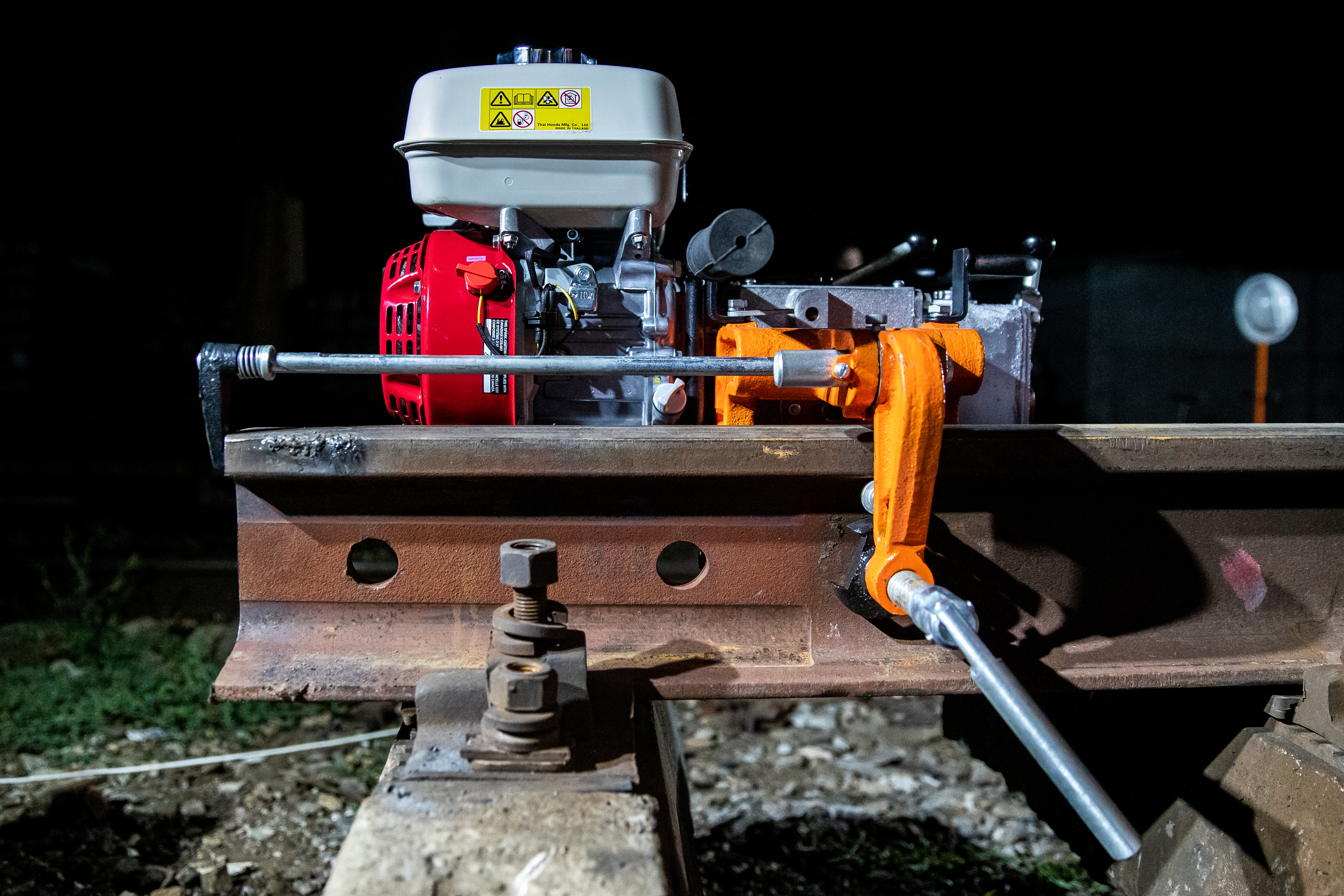
Рельсосверлильный станок установленный на рельсе типа Р-65

Ре́льсосверли́льный станок — путевой инструмент для сверления отверстий под стыковые болты в рельсах. Применяется на железнодорожном транспорте при строительстве, ремонте и текущем содержании железнодорожного пути.

## История появления
Первые рельсосверлильные станки с ручным приводом сверла появились в конце XIX века. В дальнейшем рельсосверлильные станки стали снабжаться электрическим приводом и приводом от двигателей внутреннего сгорания. Массовый выпуск электрифицированных рельсосверлильных станков для железных дорог СССР был налажен в начале 1950-х годов. В Европе и США получили распространение рельсосверлильные станки с двигателем внутреннего сгорания.

## Конструкция и принцип работы
Для сверления отверстий в шейках незакалённых рельсов рельсосверлильный станок крепится к подошве рельса c помощью специального шаблона. Сверло вставляется в инструментальный конус, позволяющий применять свёрла различного диаметра. Также станки для сверления рельса комплектуются специальными переходными втулками для возможности использования инструментов с цилиндрическими и коническими хвостовиками. Для удобства оператора, а также сокращения подготовительного времени и времени сверловки станок имеет автоматическую подачу, отключение после завершения сверления и ускоренный отвод сверла. В компактных рельсосверлильных станках используется СОЖ, которая подаётся под небольшим давлением к месту сверления из бачка, давление в котором нагнетается ручной помпой.
Для сверления отверстий в закалённых и легированных рельсах применяются рельсосверлильные станки с приводом от электродвигателя мощностью 1,7 кВт, имеющие усиленную раму, на которой расположены подающий механизм и мотор-редуктор.

## Технические параметры

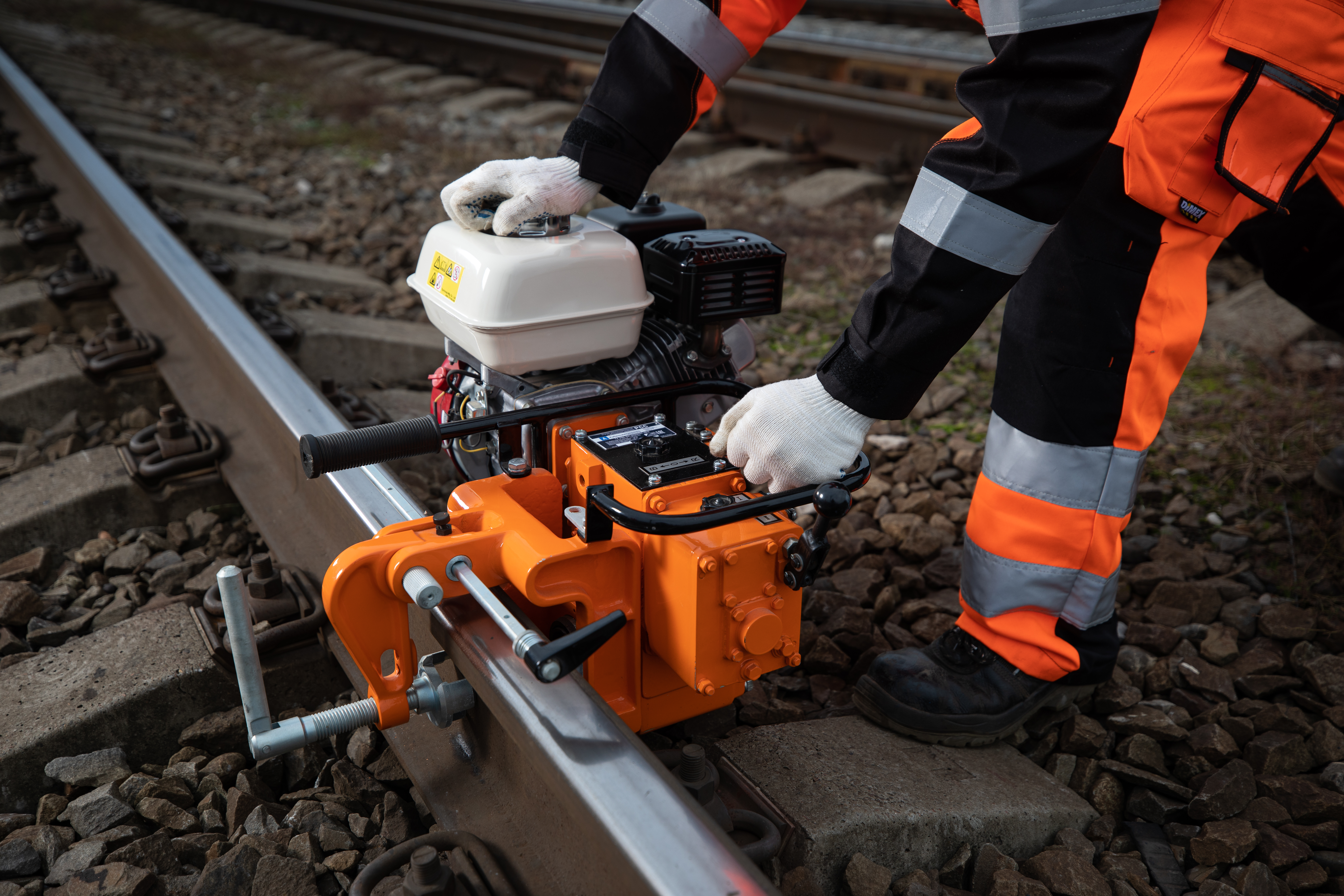
Рельсосверлильный станок с ДВС

Станок для сверления термоупрочненных (В, Т1, Т2) и нетермоупрочненных (Н) рельсах типов Р50, Р65 и Р75: 
- тип привода — бензиновый двигатель внутреннего сгорания;
- мощность — 6,5 л.с.;
- максимальный диаметр сверла – 36 мм;
- максимальный ход шпинделя – 38 мм;
- время сверления отверстий диаметром 34—36 мм:
  - не более – 100 секунд;
- масса станка — 55 килограмм.

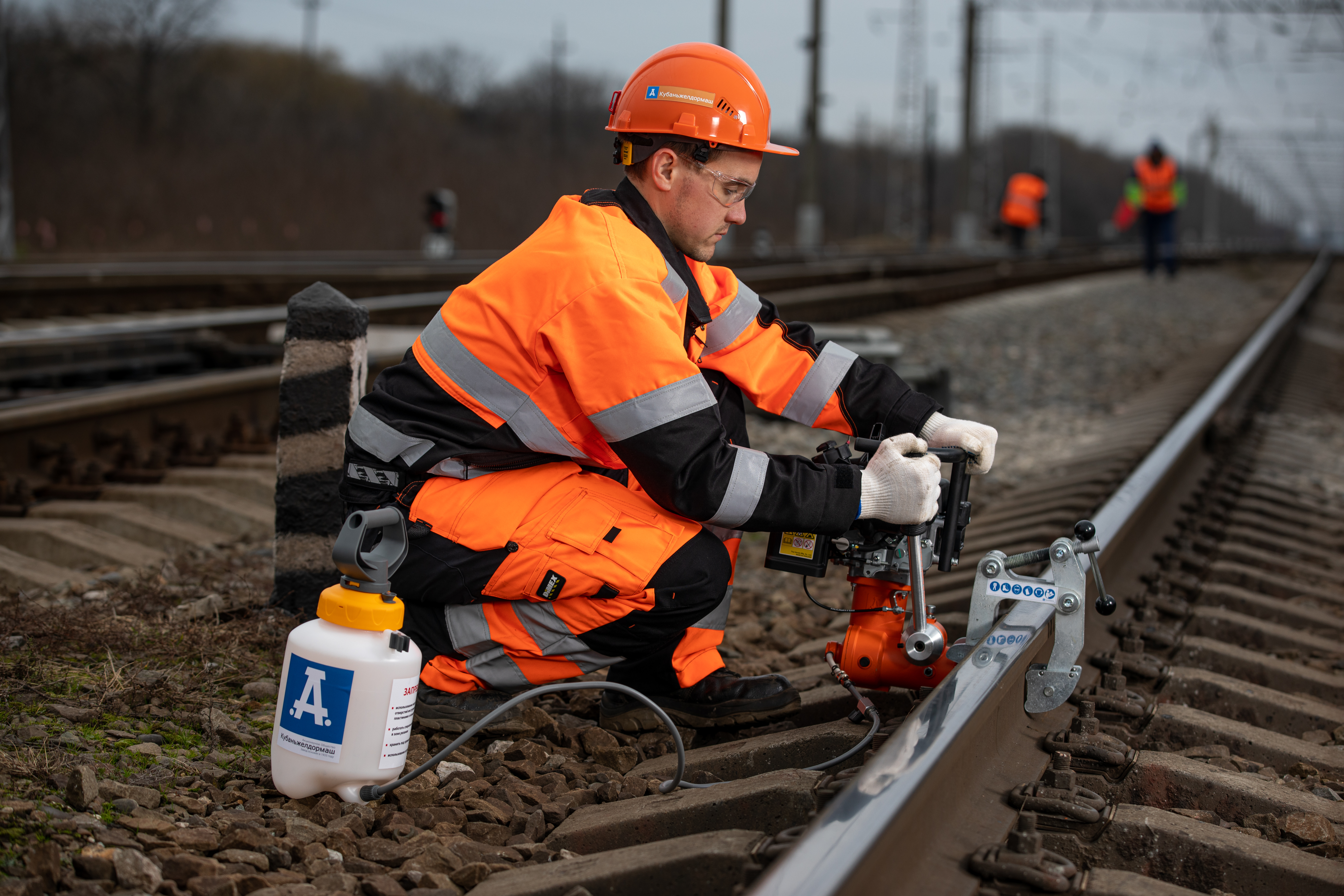
Компактный рельсосверлильный станок с системой подачи СОЖ

Компактный рельсосверлильный станок с ДВС и системой подачи СОЖ:
- мощность ДВС — 1,5 кВт;
- инструмент – кольцевые фрезы с твердосплавными пластинами;
- время сверления отверстий диаметром 34—36 мм:
  - не более — 60 секунд;
- крепление инструмента – Weldon (19,05 мм);
- масса станка — 19 килограмм;